# Wambeek
Wambeek est une section de la commune belge de Ternat située en Région flamande dans la province du Brabant flamand. C'était une commune à part entière avant la fusion des communes de 1977.

## Démographie

### Évolution démographique
- Sources : INS, Rem. : 1831 jusqu'en 1970 = recensements, 1976 = nombre d'habitants au 31 décembre[2].

## Histoire
La première mention de Wambeek date de 877 où il est mentionné comme Wambacem. Il faisait partie du domaine de Nivelles, d'abord dans le pagus de Brabant puis dans le duché de Brabant
Comme Lennik et Gooik, Wambeek appartenait à abbaye de Nivelles depuis sa fondation au VIIe siècle, à l'époque des Mérovingiens.
Parce que les abbesses voulaient prouver leur droit à la propriété contre les dirigeants mondains intrusifs, Wambeek est mentionné dans plusieurs chartes royales et impériales.
En 1003 l'empereur nomma le comte de Louvain comme patron de l'abbaye de Nivelles ainsi que le domaine Lennik-Wambeek-Gooik. Cela signifie que Wambeek appartient à la plus ancienne extension ouest des comtes de Louvain.
Au XIIe siècle, les seigneurs de Wezemaal, vassaux du duc, s'emparèrent de toutes les terres et forêts sauvages, au détriment de l'abbaye de Nivelles. A ce moment Ternat et Lombeek-Sainte-Catherine étaient encore des hameaux de Wambeek.
Jusqu'au milieu du XIVe siècle le bailliage de Wambeek s'étendait sur une zone allant de Lombeek-Sainte-Catherine à l'ouest jusqu'à Ganshoren et Anderlecht à l'est. Puis le bailliage de Wambeek a été ajoutée à celui de Rhode-Saint-Genèse.
Cela signifie que Wambeek, Ternat et Lombeek-Sainte-Catherine au temps du Duché n'étaient pas liés avec le pays de Gaesbeek ou Asse.
Bien que dès le XIVe siècle lorsque le pouvoir des seigneurs de Cruykenbourg furent accrus, Ternat comptait plus d'habitants, Wambeek resta la plus grande en surface par rapport à Ternat et le siège des échevins de la seigneurie.
Ecclésiastiquement, Wambeek jusqu'en 1559 faisait partie du diocèse de Cambrai. À partir du XIe siècle, il faisait partie du doyenné de Hal. La paroisse Notre-Dame, plus tard paroisse Saint-Gertrude de Ternat, resta longtemps asservie à l'église Saint-Rémi de Wambeek. Celle-ci était en l'honneur de saint Rémi qui a baptisé Clovis en 506 à Reims.
Après l'abolition du régime féodal et de la seigneurie de Cruykenbourg, par les Français à la fin du XVIIIe siècle, Wambeek fut une municipalité indépendante, qui en 1976 a été fusionnée avec Ternat et Lombeek-Sainte-Catherine.

## Personnalités liées à Wambeek
- Éverard t'Serclaes, seigneur de wambeek.
- Pol de Mont (1857-1931), poète né à Wambeek